# Menojtios (syn Aktora)
Menojtios (także Menoetius; gr. Μενοίτιος Menoítios, łac. Menoetius) – w mitologii greckiej król Opusu w Lokrydzie; jeden z Argonautów.
Uchodził za syna Aktora i Ajginy oraz za ojca Patroklosa. Wraz z Argonautami brał udział w wyprawie po złote runo.